# Kaber-e Nahoda
Kaber-e Nahoda (perz. قبر ناخدا) je otok smješten na krajnjem sjeveru Perzijskog zaljeva odnosno u iranskoj pokrajini Huzestan. Uz Bune, Daru i Nedel Gar jedan je od četiri veća otoka u estuariju Hvor-e Musi. Otok ima površinu od 5 km² i od kopna na sjeveroistoku udaljen je 1,1 km. Proteže se duljinom od 4,5 km u smjeru sjever-jug, a maksimalna nadmorska visina mu je 2 m.

## Poveznice
- Perzijski zaljev
- Popis iranskih otoka